# L'Haÿ-les-Roses
L'Haÿ-les-Roses là một xã trong vùng đô thị Paris, thuộc tỉnh Val-de-Marne, vùng hành chính Île-de-France của nước Pháp, có dân số là 29.660 người (thời điểm 1999).

## Thông tin nhân khẩu
| 1936  | 1946  | 1954   | 1962   | 1968   | 1975   | 1982   | 1990   | 1999   |
| ----- | ----- | ------ | ------ | ------ | ------ | ------ | ------ | ------ |
| 7 707 | 8 016 | 10 278 | 17 968 | 24 352 | 31 412 | 29 568 | 29 746 | 29 660 |

## Các thành phố kết nghĩa
- Bad Hersfeld Đức
- , Omagh, Vương quốc Liên hiệp Anh và Bắc Ireland

## Địa điểm tham quan
- Musée de la Rose